# Безперервний професійний розвиток медиків/Temp
Безперервний професійний розвиток (БПР) медиків — це комплекс заходів, завдяки яким медики можуть постійно вдосконалювати свої знання та вміння, а також використати отримані бали для власної атестації.
Протягом дії воєнного стану медики не проходять атестацію. Утім це не означає, що не треба підвищувати кваліфікацію і набирати бали БПР.
Раніше бали БПР повинні були обов'язково набирати лише лікарі, але з 1 січня 2024 року система БПР пошириться на всіх працівників охорони здоров'я. Окрім лікарів, її застосовуватимуть:
- до фахівців (фахових молодших бакалаврів, молодших бакалаврів, бакалаврів) з фармацевтичною освітою;
- професіоналів і фахівців у галузі охорони здоров'я у закладах охорони здоров'я;
- професіоналів з вищою немедичною освітою, які працюють в системі охорони здоров'я.